# Гоблен
Гоблѐн е вид декоративна картина, изтъкана или бродирана.
Техниката на тъкания гоблен е известна още в Древен Египет (1400 г. пр.н.е.). Нишките могат да бъдат от боядисан памук, коприна, вълна и даже от сребро и злато. Късното название „гоблен“ идва от манифактурата на братята Гоблен (Manufacture des Gobelins), основана в Париж през 1601 г. Известни са също големите стенни килими-пана, тъкани през 16 век в Арас, Фландрия.
С появяването на машинно тъкани гоблени (жакардови) през втората половина на 19 в. ръчното производство запада. Около 1900 г. Уилям Морис става прочут с гоблени-пана. В средата на 20 век Жан Люрса реформира изкуството на ръчно тъкания гоблен.
В годините преди Втората световна война в България добиват голяма популярност гоблените на германската фирма Вилер (Wieler), предназначени за домашно бродиране.

## Съвременни майстори
- Магдалена Абаканович
- Жан Люрса
- Рудолф Хеймратс